# Mario Pilar (Schauspieler, 1927)
Mario Pilar (* 7. September 1927 in Grenoble) ist ein französischer Schauspieler.
Bereits mit 18 Jahren spielte er seine erste Rolle in Wenn Louis eine Reise tut. Hauptsächlich sah man ihn in der Folgezeit in französischen Produktionen wie 1968 in der Folge Félicie est là der Krimiserie Maigret oder in Mafiafilmen wie 1972 in Die Valachi-Papiere und Die Rache des Sizilianers. Er spielte u. a. Nebenrollen in Filmen mit Bud Spencer und Terence Hill.

## Filmografie (Auswahl)
Er wirkte zusammen mit Bud Spencer/Terence Hill mit in:
- 1972: Der Sizilianer (Il siciliano)
- 1972: Die Valachi Papiere (Carteggio Valachi)
- 1973: Sie nannten ihn Plattfuß (Piedone lo sbirro)
- 1974: Zwei Missionare (Porgi l’altra guancia)
- 1976: Hector, der Ritter ohne Furcht und Tadel (Il soldato di ventzra)
- 1988: Jack Clementi – Anruf genügt... – Der Clan der Fälscher (Big Man: La fanciulla che ride)